# Far Cry 6
Far Cry 6 је пуцачина из првог лица из 2021. године коју је развио Ubisoft Toronto и објавио Ubisoft. То је шести главни део серијала Far Cry и наследник игре Far Cry 5 из 2018. године. Радња игре је смештена на измишљено карипско острво Јара, којим диктатуром влада „Ел Президенте“ Антон Кастиљо (кога глуми Ђанкарло Еспозито), који одгаја свог сина Дијега (Ентони Гонзалез) да га прати. Играчи преузимају улогу герилског борца Данија Рохаса (глас му позајмљује Ниса Гундуз или Шон Реј), који покушава да сруши Кастиља и његов режим. Играње се фокусира на борбу и истраживање; играчи се боре против непријатељских војника и опасних дивљих животиња користећи широк спектар оружја и справа. Игра садржи бројне елементе који се обично налазе у играма улога, као што су систем за напредовање и споредни задаци. Такође садржи и кооперативни режим за више играча.
Развој Far Cry 6 је почео око 2016. године и био је опсежан. Тим је проучио неколико револуција из скорашње историје за наратив игре, првенствено Кубанску револуцију од 1953. до 1959. године. Кастиљо је био заснован на стварном кубанском фашистичком диктатору Фулхенсију Батисти. Игра је била дизајнирана да буде „политичка“, покривајући теме попут успона фашизма у једној нацији, цене империјализма и потребе за слободним и поштеним изборима, као реакцију на контроверзу коју је изазвала игра Far Cry 5. Развојни тим је такође настојао да врати неколико елемената из ранијих Far Cry наслова, као што су тропско окружење и потпуно гласовни протагониста. Игру је први пут најавио Еспозито у јулу 2020. године, а званично је најављена касније тог месеца на онлајн догађају Ubisoft Forward.
Far Cry 6 је објављен широм света за PlayStation 4, PlayStation 5, Stadia, Windows, Xbox One и Xbox Series X/S 7. октобра 2021. године. Добио је помешане критике критичара, који су хвалили мала побољшања уведена у формулу играња серије, али су критиковали њену причу и недостатак иновација. Накнадно је објављено неколико DLC-јева, укључујући три експанзиона пакета усредсређена на антагонисте из прошлих Far Cry игара.

## Пријем
Far Cry 6 је добио „мешовите или просечне“ критике, док је верзија за Xbox Series X/S добила „генерално повољне“ критике, према веб-сајту за агрегатор рецензија Metacritic.
У IGN рецензији Џона Рајана написано је да „Far Cry 6 превазилази многе проблеме који су се појавили у последњих неколико игара. Иако му недостају неки кораци, посебно са новим системом инвентара, то је најбољи резултат серије у последњих неколико година.“ Џордан Девор из Destructoid-а је написао: „Солидан и дефинитивно има публику. Можда постоје неки игнорисани недостаци, али искуство је забавно.“
Рејчел Вебер из GamesRadar+ је написала да „Far Cry 6 делује као прекретница за серију у транзицији. Све што знате и волите код њега је и даље ту [...] али мале промене које су направљене имају велики утицај на целокупно искуство“, попут тога што је главни лик видљив у кат-сценама. Eurogamer је у својој рецензији навео: „Много тога је познато у најновијем делу Ubisoft-ове пуцачине отвореног света, али то га не спречава да буде одличан.“
Насупрот томе, Дијего Аргуело из Полигона је рекао да је Far Cry 6 „расипање потенцијала“, критикујући његове латиноамеричке стереотипе и сматрајући да је игра осујетила сваки покушај да се каже нешто смислено упркос отвореној политичкој теми игре, наводећи пример „у којем спасавате избеглице користећи оружје које "пуца" Макарену“. Пишући за Vice, Метју Голт је критиковао и описао игру као „креативно и морално банкротирану“, напомињући да његов чланак „није рецензија“ јер није могао да настави да је игра. Алекс Санта Марија из Screen Rant-а и Зак Цвизен из Kotaku-а критиковали су Far Cry 6 због тога што је превише сличан својим претходницима. Игра је такође критикована због укључивања мини-игре борби петлова.

### Продаја
У Јапану, верзија игре Far Cry 6 за PlayStation 4 била је друга најпродаванија игра током прве недеље објављивања, са 34.219 продатих физичких јединица. Верзија за PlayStation 5 продата је у 16.686 физичких јединица у истој недељи, што је чини трећом најпродаванијом игром у земљи.